# Beuvrigny
Beuvrigny és un municipi francès situat al departament de la Manche i a la regió de Normandia. L'any 2007 tenia 153 habitants.

## Demografia

### Població
El 2007 la població de fet de Beuvrigny era de 153 persones. Hi havia 54 famílies de les quals 12 eren unipersonals (8 homes vivint sols i 4 dones vivint soles), 17 parelles sense fills i 25 parelles amb fills.
La població ha evolucionat segons el següent gràfic:
Habitants censats

### Habitatges
El 2007 hi havia 71 habitatges, 55 eren l'habitatge principal de la família, 13 eren segones residències i 3 estaven desocupats. Tots els 71 habitatges eren cases. Dels 55 habitatges principals, 29 estaven ocupats pels seus propietaris, 25 estaven llogats i ocupats pels llogaters i 1 estava cedit a títol gratuït; 3 tenien dues cambres, 7 en tenien tres, 12 en tenien quatre i 32 en tenien cinc o més. 48 habitatges disposaven pel capbaix d'una plaça de pàrquing. A 26 habitatges hi havia un automòbil i a 28 n'hi havia dos o més.

### Piràmide de població
La piràmide de població per edats i sexe el 2009 era:
| Homes | Edats   | Dones |
| ----- | ------- | ----- |
| 0     | 95 o +  | 0     |
| 0     | 90 a 94 | 0     |
| 0     | 85 a 89 | 0     |
| 0     | 80 a 84 | 0     |
| 4     | 75 a 79 | 8     |
| 8     | 70 a 74 | 0     |
| 0     | 65 a 69 | 0     |
| 8     | 60 a 64 | 8     |
| 8     | 55 a 59 | 0     |
| 0     | 50 a 54 | 4     |
| 4     | 45 a 49 | 8     |
| 8     | 40 a 44 | 0     |
| 0     | 35 a 39 | 8     |
| 0     | 30 a 34 | 0     |
| 4     | 25 a 29 | 0     |
| 0     | 20 a 24 | 4     |
| 0     | 15 a 19 | 0     |
| 4     | 10 a 14 | 4     |
| 0     | 5 a 9   | 0     |
| 0     | 0 a 4   | 4     |

## Economia
El 2007 la població en edat de treballar era de 85 persones, 76 eren actives i 9 eren inactives. De les 76 persones actives 66 estaven ocupades (38 homes i 28 dones) i 10 estaven aturades (3 homes i 7 dones). De les 9 persones inactives 2 estaven jubilades, 5 estaven estudiant i 2 estaven classificades com a «altres inactius».

### Ingressos
El 2009 a Beuvrigny hi havia 50 unitats fiscals que integraven 125 persones, la mediana anual d'ingressos fiscals per persona era de 17.010 €.

### Activitats econòmiques
Dels 3 establiments que hi havia el 2007, 1 era d'una empresa de construcció, 1 d'una empresa de comerç i reparació d'automòbils i 1 d'una empresa immobiliària.
L'únic servei als particulars que hi havia el 2009 era una agència immobiliària.
L'any 2000 a Beuvrigny hi havia 7 explotacions agrícoles que ocupaven un total de 292 hectàrees.

## Poblacions més properes
El següent diagrama mostra les poblacions més properes.